# Harry Hahn
Harry Hahn (* 30. Januar 1915 in Lodz, Kongresspolen; † 28. Januar 2003 in Stuttgart) war ein deutscher Chemiker und Hochschullehrer an den Universitäten Hohenheim und Stuttgart.

## Leben
Harry Hahn, Sohn von Elfriede Hahn, geborene Klehr, und Emil Hahn wurde in Lodz (heute Łódź in Polen) geboren. Nach seiner Reifeprüfung 1933 am Deutschen Gymnasium Lodz studierte Hahn Chemie an der TH Danzig, 1937 wechselte er an die Universität Heidelberg, wo er als wissenschaftliche Hilfskraft arbeitete. An der Universität Danzig wurde er 1939 zum Dr. Ing. promoviert. Im Jahr 1940 wurde Hahn zur Wehrmacht eingezogen und war Teilnehmer am Russlandfeldzug.
Nach Kriegsende habilitierte sich Hahn 1945 für das Fachgebiet Chemie an der Universität Heidelberg, wurde dort 1946 Privatdozent, wechselte 1952 als außerplanmäßiger Professor an die Universität Kiel. 1957 wurde er Wissenschaftlicher Rat und 1959 nahm er einen Ruf als außerordentlicher Professor an die Universität Würzburg an. Die Berufung als ordentlicher Professor für Anorganische und Analytische Chemie auf den Lehrstuhl Chemie an die Landwirtschaftliche Hochschule Hohenheim (1967 umbenannt in Universität Hohenheim) erfolgte 1963. Als gleichzeitiger Lehrbeauftragter für Chemie an der Universität Stuttgart wurde er dort 1964 zusätzlich zum Honorarprofessor ernannt. Die Emeritierung von Harry Hahn erfolgte im Jahr 1980. 1981 wurde er ehrenhalber Mitglied des Corps Germania Hohenheim.
Hahn war evangelisch, seit 1946 mit Hildegunde Hahn, geborene Hösl, verheiratet und hatte drei Kinder (Adelheid, Klaus und Susanne).

## Wichtige Funktionen in Hohenheim
- Lehrstuhlinhaber und Direktor des Instituts für Chemie der Landwirtschaftlichen Hochschule Hohenheim
- Direktor der Baden-Württembergischen Landesversuchsanstalt für landwirtschaftliche Chemie
- Dekan der Naturwissenschaftlichen Fakultät (1965–1967)
- Dekan des Fachbereichs Biologie und allg. Naturwissenschaften (1973–1974)

## Hauptforschungsgebiete
- Kristallstrukturuntersuchungen; präparative Darstellung und röntgengeographische Strukturaufklärung von binären, ternären und quartären Oxiden, Sulfiden Seleniden und Telluriden;
- Anwendung moderner physikalischer Methoden in der analytischen Chemie.